# André Steensen
André Steensen (* 12. Oktober 1987 in Skanderborg) ist ein dänischer Radsporttrainer, ehemaliger Sportlicher Leiter und Radrennfahrer.

## Sportliche Laufbahn
André Steensen wurde 2004 dänischer Juniorenmeister im Straßenrennen. Im nächsten Jahr gewann er bei der Meisterschaft das Mannschaftszeitfahren. Bei dem Junioren-Rennen Course de la Paix gewann er zwei Etappen, bei der Trofeo Karlsberg eine Etappe, beim Grand Prix Patton ein Teilstück und bei Liège-La Gleize war er einmal erfolgreich. Ab 2006 fuhr Steensen für das dänische Continental Team Glud & Marstrand Horsens. In seiner zweiten Saison dort wurde er nationaler U23-Meister im Zeitfahren. Bei der Tour de l’Avenir 2007 belegte er den dritten Platz in der Gesamtwertung. 2012 entschied er jeweils eine Etappe des Circuit des Ardennes und der Flèche du Sud für sich. Er gewann den Himmerland Rundt und die Gesamtwertung von Kreiz Breizh Elites. Gemeinsam mit Sebastian Lander, Michael Valgren, Niki Østergaard, Lasse Bøchman und Rasmus Brandstrup wurde er dänischer Meister im Mannschaftszeitfahren.

## Berufliches
Nach dem Ende seiner aktiven Laufbahn als Radsportler im Jahre 2014 wurde Steensen Trainer. Unter anderem betreut er Michael Valgren, Mads Pedersen und Alexander Kamp (2019). 2015 fungierte er als Sportlicher Leiter von Cult-Vital Water und 2016 vom Team Stölting.

## Erfolge
2004
- Dänischer Meister – Straßenrennen (Junioren)

2007
- Dänischer Meister – Einzelzeitfahren (U23)

2012
- eine Etappe Circuit des Ardennes
- Himmerland Rundt
- eine Etappe Flèche du Sud
- Dänischer Meister – Teamzeitfahren
- Gesamtwertung und zwei Etappen Kreiz Breizh Elites

## Teams
- 2006 Glud & Marstrand Horsens
- 2007 Glud & Marstrand Horsens
- 2008 Glud & Marstrand Horsens (bis April)
- 2008 Team CSC-Saxo Bank (ab Mai)
- 2009 Team Saxo Bank
- 2010 Team Saxo Bank
- 2011 Saxo Bank-SunGard
- 2012 Glud & Marstrand-LRØ
- 2013 Team Cult Energy
- 2014 Cult Energy Vital Water